# Egenolfia vivipara
Egenolfia vivipara là một loài thực vật có mạch trong họ Lomariopsidaceae. Loài này được (Ham. ex Hook.) C. Chr. mô tả khoa học đầu tiên năm 1934.